# Wong Mew Choo
Wong Mew Choo (chiń. upr. 黄妙珠; chiń. trad. 黃妙珠; pinyin Huáng Miàozhū; ur. 1 maja 1983 w Perak) – malezyjska badmintonistka.
9 listopada 2012 poślubiła Lee Chong Weia, z którym ma dwóch synów: Kingstona Lee i Terrance'a.